# CHXR 73
CHXR 73 è un sistema binario che appare come un oggetto della 20ª magnitudine nella costellazione del Camaleonte, distante circa 550 anni luce dal Sistema solare.

## CHXR 73 A
La stella principale del sistema, CHXR 73 A, è una giovane nana rossa di classe spettrale M3, con una massa pari a 0,35 volte quella del nostro Sole. La sua età è stata stimata essere di 2 milioni di anni da un confronto con quella di altri membri della nube molecolare del Camaleonte I (ChaI), a cui la stella appartiene. La sua luminosità è pari a 0,45 luminosità solari ed è stata stimata una temperatura superficiale di 3.035 K.

## CHXR 73 B
La sua compagna, CHXR 73 B, è stata scoperta nel settembre del 2006 attraverso il Telescopio spaziale Hubble in orbita a 210 UA dalla stella principale. Con una massa di 12 masse gioviane, CHXR 73 B è appena sotto la soglia per la fusione del deuterio e così è, tecnicamente, un pianeta. Tuttavia, la grande distanza suggerisce che non possa essersi formata all'interno del piccolo disco protoplanetario della stella, ma dovrebbe essersi formata per collasso gravitazionale, così come è accaduto per la stella principale. In tal caso, CHXR 73 B va più correttamente classificata come una nana bruna. Sarebbe possibile determinare la correttezza di quest'ipotesi sulla sua formazione, se fosse individuato attorno alla nana bruna un disco protoplanetario. Tuttavia gli strumenti attualmente in orbita non consentono di effettuare l'osservazione, mentre una risposta potrebbe giungere in seguito al lancio del Telescopio Spaziale James Webb nel 2014.
CHXR 73 B ha una magnitudine assoluta pari ad 1/100 di CHXR 73 A.